# Casa Vidal (la Sénia)
Casa Vidal és una obra de la Sénia (Montsià) inclosa a l'Inventari del Patrimoni Arquitectònic de Catalunya.

## Descripció
Edifici entre mitgeres, la façana del qual és tipològicament continuació de la de l'edifici contigu (núm. 5). Consta de planta baixa, pis principal i golfa. Per la part del darrere dona a un pati interior sense edificar al que tenen sortida tots els edificis de la illeta de cases. Els murs són de maçoneria, a la façana arrebossats i emblanquinats. Aquesta té dues amples portes a la planta, un balcó i una finestra petita en el 1er pis i un ample balcó ampitador a la golfa, característic d'aquest nivell en els edificis vells. Teulada a dues vessants amb ràfec esglaonat. A l'interior, es conserva la golfa sense cap modificació, ampla estança sense cap compartimentació amb la teulada com a sostre. És també característica l'escala que puja al 1er pis, amb la contrapetja revestida de manises de València pintades.

## Història
Construït, segons els propietaris, amb anterioritat a mitjans del segle xix. Forma conjunt amb l'edificació veïna (núm.5), perquè els que les van construir eren cunyats i les van aixecar alhora; entre els dos edificis hi ha sols una paret mitgera molt prima, que sembla més aviat un barandat. A la planta de l'edifici hi havia un molí d'oli, del tipus dit "de sang", modificat més tard en introduir-hi motor, encara hi ha restes. En el 1er pis el lloc ocupat ara pel rebedor, cuina i sala petita era tot una cuina gran, com era costum de fer en el segle xix, amb una llarga campana de llar de la qual només en resta mitja. La resta del pis conserva una disposició d'estances anterior a 1920. Junt amb la casa veïna representa el tipus d'habitatge típic de família pagesa rica de la comarca.